# یک داستان بسیار کریسمسی
یک داستان بسیار کریسمسی (انگلیسی: A Very Christmas Story) با نام اصلی ماجراجویی کریسمس (لهستانی: Świąteczna Przygoda) یک فیلم کمدی لهستانی به نویسندگی و کارگردانی «داریوش کشیشتف زاویشلاف» است که در سال ۲۰۰۰ منتشر شد. این فیلم که در نیویورک، ورشو و آمستردام تصویربرداری شد، نامزد دریافت شیر طلایی در جشنواره فیلم گدنیا ۲۰۰۱ بود.

## گزیدهٔ بازیگران
- پاوئو بورچیک
- بارتوش اوپانیا
- یان انگلرت
- دوروتا ناروشویچ
- الکساندرا نیشپیلاک
- وویچیخ کالاروس
- ایرنا تِـلِـش-بورچیک